# Гложене (Ловецька область)
Гло́жене (болг. Гложене) — село в Ловецькій області Болгарії. Входить до складу общини Тетевен.

## Населення
За даними перепису населення 2011 року у селі проживали 1090 осіб.
Національний склад населення села:
| Національність   | Кількість осіб | Відсоток |
| ---------------- | -------------- | -------- |
| болгари          | 850            | 92,9%    |
| цигани           | 56             | 6,1%     |
| турки            | 0              | 0%       |
| інша             | 5              | 0,5%     |
| не визначились   | 4              | 0,4%     |
| Всього відповіли | 915            |          |

Розподіл населення за віком у 2011 році:
Динаміка населення: